# 星本泰憲
星本 泰憲（ほしもと やすのり、1989年10月24日 - ）は、日本のラグビー選手。

## プロフィール
- 大阪府出身[1]。
- ポジションはフッカー(HO)。
- 身長 170cm、体重 98kg
- ニックネームはテホン[2]、ヤスニイ。

## 略歴
2008年、都島工業高校卒業後、近畿大学に入る。
2012年、近畿大学卒業後、福岡サニックスブルース（現・宗像サニックスブルース）に加入。2012年10月14日に行われたジャパンラグビートップリーグ第6節の東芝ブレイブルーパス戦に途中出場で公式戦初出場を果たす。
2020年、宗像サニックスブルースを退団した。